# Ladislav Cikryt
Ladislav Cikryt (22. listopadu 1922 Bušín – 25. září 2006 Kravaře) byl český katolický kněz a děkan v Kravařích.

## Život
Rodák z Bušína Ladislav Cikryt byl na kněze vysvěcen 11. prosince 1949 v Olomouci. Nastupující komunistický totalitní režim rozpoznal v mladém knězi člověka s darem ovlivnit mnohé, zvláště mládež na Moravě, a byl tedy v roce 1953 přesunut do českého pohraničí do litoměřické diecéze. Jako pro režim nepohodlný kněz, měl být „převychován“ kapitulním vikářem Eduardem Olivou.
V litoměřické diecézi působil od roku 1954 ve farnosti Podbořany.
Od 1. října 1957 se stal duchovním správcem litoměřické katedrály sv. Štěpána. Účelem bylo, aby tento kněz byl pod dohledem státních orgánů a neměl již tolik volnosti k práci mezi lidmi na Podbořansku, kde se stal oblíbeným mezi lidem. V Litoměřicích při katedrále působil až do roku 1960. V té době jezdil spolu dalšími kněžími Stanislavem Bečičkou a Františkem Fišerem na chatu v Jedlové. Na této chatě přezdívané Ranč 7d se konaly konspirativní schůzky a scházela se tam s kněžími také skupina mládeže, se kterou pracovali. František Fišer, člen této skupiny, byl pak za to, že na této chalupě na sklonku 60. let sloužil mši pro mládež odsouzen na jeden rok nepodmíněně.
Rovněž Olivův „dohled“ v Litoměřicích nebyl příliš efektivní, protože Cikryt se stal vyhledávaným zpovědníkem a duchovním vůdcem přímo v centru litoměřické diecéze.
Touhou Ladislava Cikryta však bylo, podle svědectví Bečičky, vrátit se na rodnou Moravu. To se mu nakonec podařilo, a v letech 1967–1976 byl administrátorem farnosti ve Štěpánkovicích. Ze Štěpánkovic odešel do Kravař, kde byl v letech 1976–2003 farářem a posléze byl jmenován děkanem. Zemřel 25. září 2006 a byl pochován poblíž kostela sv. Bartoloměje v Kravařích.

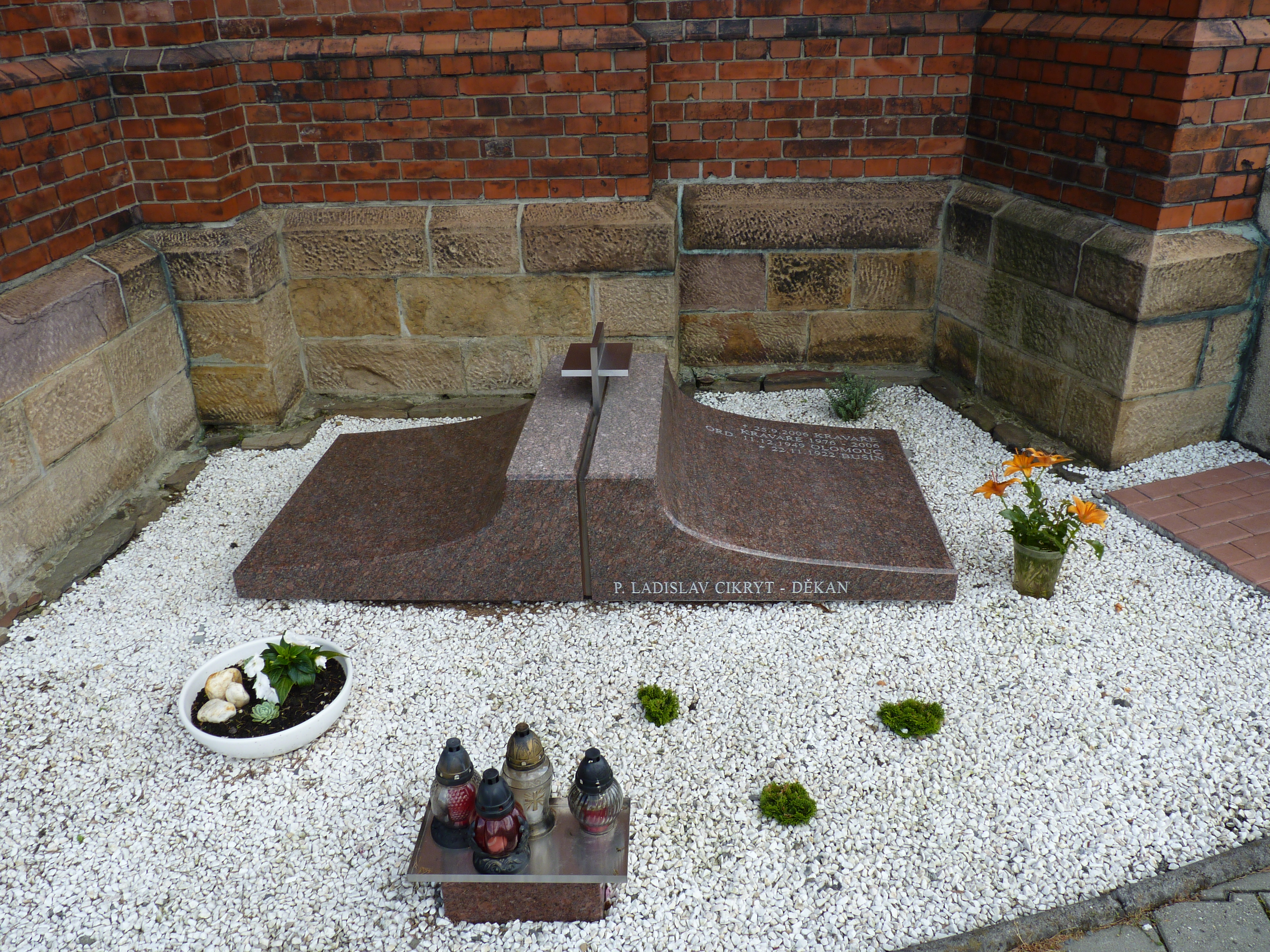
Hrob děkana Ladislava Cikryta u kostela sv. Bartoloměje v Kravařích.